# 黑山街道
黑山街道，是中华人民共和国辽宁省锦州市黑山县下辖的一个乡镇级行政单位。

## 行政区划
黑山街道下辖以下地区：
吉祥社区、龙兴社区、向阳社区、利民社区、环宇社区、光荣社区、永安社区、石龙社区、兴工社区、南湖社区、清河社区、东关村、西关村、南关村、北关村、城关村、城南村和黑山县示范农场生活区。